# آخوندک فرشته
آخوندک فرشته (نام علمی: Angela guianensis) گونه‌ای آخوندک است. این گونه در سال ۱۹۰۶ میلادی توصیف علمی شد. آخوندک فرشته بومی گویان فرانسه است.